# Charles J. Pedersen
Charles J. Pedersen, född 3 oktober 1904 i Busan, Korea (som norsk medborgare), död 26 oktober 1989 i Salem, Salem County, New Jersey, var en amerikansk kemist. Han tilldelades, tillsammans med Donald J. Cram och Jean-Marie Lehn, Nobelpriset i kemi 1987 med motiveringen 
för deras utveckling och användning av molekyler med strukturspecifik växelverkan av hög selektivitet. Pedersen fick halva prissumman och Cram och Lehn delade på den andra halvan.
Cram, Lehn och Pedersen lyckades framställa molekyler med specifik och selektiv funktion. De interagerade med andra molekyler som de, genom sin struktur och form, passade ihop med. Molekylerna härmade existerande enzymer och kunde därmed användas för att studera sådana ämnens funktion. De tillverkade molekylerna har sedan fått namnet gästvärdföreningar.